# Lista das pessoas mais ricas do Brasil
Esta é uma lista das pessoas mais ricas do Brasil de acordo com a revista Forbes. Essa publicação lança listas anuais gerais com bilionários e bilionárias do Brasil, como também de grupos específicos como pastores evangélicos, políticos e pessoas do mercado financeiro.

## Lista geral

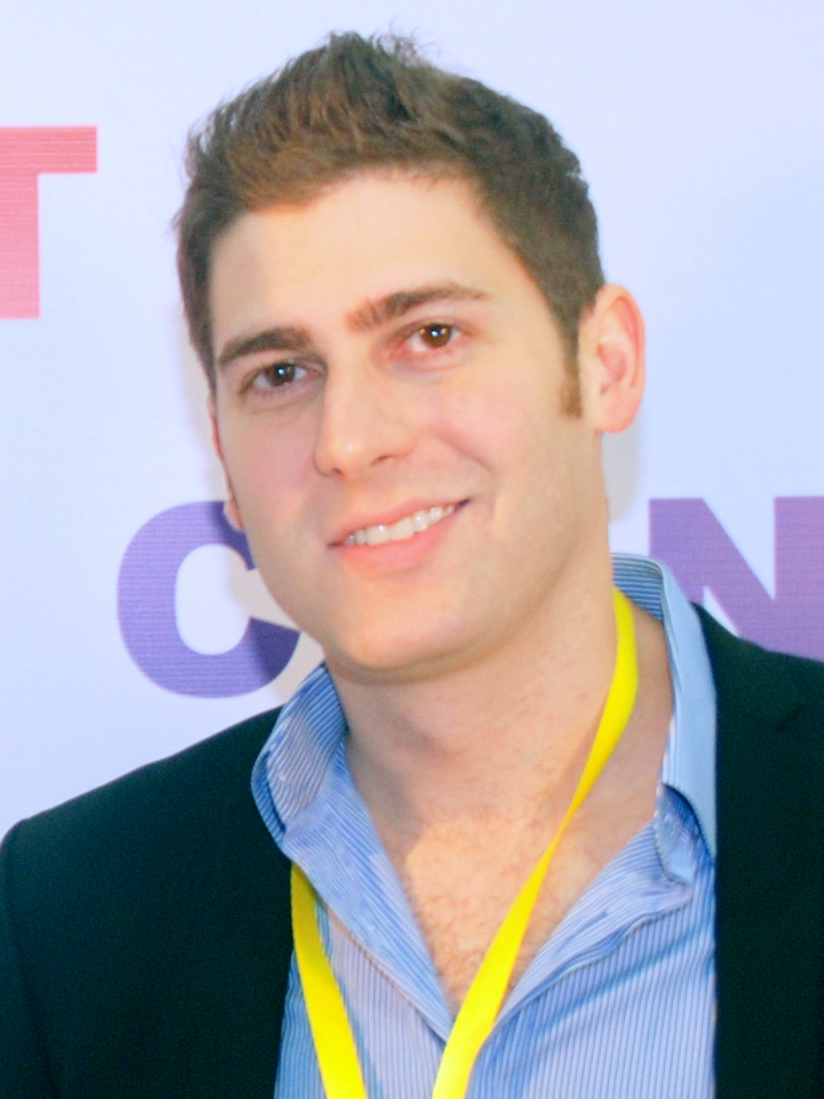
Eduardo Saverin em 2012

| #  | Nome                                 | Fortuna (USD)   | Idade | Fonte da riqueza                             | Fontes               |
| -- | ------------------------------------ | --------------- | ----- | -------------------------------------------- | -------------------- |
| 1  | Eduardo Saverin                      | 28 bilhões      | 43    | Meta Platforms (cofundador)                  | [ 5 ]                |
| 2  | Vicky Safra                          | 20,6 bilhões    | 72    | Safra Group (presidente)                     | [ 6 ]                |
| 3  | Jorge Paulo Lemann                   | 16,4 bilhões    | 85    | 3G Capital (cofundador)                      | [ 7 ]                |
| 4  | Pedro Lourenço                       | 10 bilhões      | 70    | Supermercados BH (fundador)                  | [ 8 ]                |
| 5  | Carlos Alberto Sicupira              | 8,9 bilhões     | 76    | 3G Capital (cofundador)                      | [ 9 ]                |
| 6  | Fernando Roberto Moreira Salles      | 7,6 bilhões     | 78    | Itaú Unibanco (ex-presidente)                | [ 10 ]               |
| 7  | Pedro Moreira Salles                 | 7,1 bilhões     | 65    | Itaú Unibanco (ex-presidente)                | [ 11 ]               |
| 8  | André Esteves                        | 6,6 bilhões     | 56    | BTG Pactual (fundador)                       | [ 12 ]               |
| 9  | Alexandre Behring                    | 6,3 bilhões     | 57    | 3G Capital (cofundador)                      | [ 13 ]               |
| 10 | Miguel Krigsner                      | 5,7 bilhões     | 75    | O Boticário (fundador)                       | [ 14 ]               |
| 11 | João Moreira Salles                  | 5,3 bilhões     | 66    | Itaú Unibanco (ex-presidente)                | [ 15 ]               |
| 12 | Walther Moreira Salles Junior        | 5,3 bilhões     | 65    | Itaú Unibanco (ex-presidente)                | [ 16 ]               |
| 13 | Jorge Moll Filho                     | 4,5 bilhões     | 68    | Rede D'or São Luiz (fundador)                | [ 17 ]               |
| 14 | Alceu Elias Feldmann                 | 3,7 bilhões     | 74    | Grupo RBS (fundador)                         | [ 18 ]               |
| 15 | Maurizio Billi                       | 3,6 bilhões     | 65    | Grupo Eurofarma (fundador)                   | [ 19 ]               |
| 16 | Jose João Abdalla Filho              | 3,5 bilhões     | 67    | Banco Classico (fundador)                    | [ 20 ]               |
| 17 | Joesley Batista                      | 3,3 bilhões     | 53    | JBS (ex-presidente)                          | [ 21 ]               |
| 18 | Wesley Batista                       | 3,3 bilhões     | 54    | JBS (ex-presidente)                          | [ 22 ]               |
| 19 | Lirio Parisotto                      | 2,8 bilhões     | 67    | Innova (fundador)                            | [ 23 ]               |
| 20 | Alexandre Grendene Bartelle          | US$ 2,6 bilhões | 75    | Grendene (fundador)                          | [ 24 ]               |
| 21 | Luciano Hang                         | 2,3 bilhões     | 62    | Havan (fundador)                             | [ 25 ]               |
| 22 | Ilson Mateus                         | 2,3 bilhões     | 60    | Grupo Mateus (fundador)                      | [ 26 ]               |
| 23 | Candido Pinheiro Koren de Lima       | 2,3 bilhões     | 64    | Grupo Koren (fundador)                       | [ 27 ]               |
| 24 | Guilherme Benchimol                  | 2,2 bilhões     | 53    | XP Inc. (fundador)                           | [ 28 ]               |
| 25 | Julio Bozano                         | 2,2 bilhões     | 72    | Bozano Investimentos (fundador)              | [ 29 ]               |
| 26 | Luiz Frias                           | 2,2 bilhões     | 63    | Grupo Folha (fundador)                       | [ 30 ]               |
| 27 | Alfredo Egydio Arruda Villela Filho  | 2,1 bilhões     | 75    | Grupo Votorantim (ex-presidente)             | [ 31 ]               |
| 28 | João Roberto Marinho                 | 2,1 bilhões     | 71    | Grupo Globo (sócio)                          | [ 32 ]               |
| 29 | José Roberto Marinho                 | 2,1 bilhões     | 69    | Grupo Globo (sócio)                          | [ 33 ]               |
| 30 | Roberto Irineu Marinho               | 2 bilhões       | 77    | Grupo Globo (sócio)                          | [ 34 ]               |
| 31 | Edir Macedo                          | 2 bilhões       | 80    | Igreja Universal do Reino de Deus (fundador) | [ 35 ]               |
| 32 | Ana Lucia de Mattos Barretto Villela | 1,9 bilhões     | 65    | Grupo Votorantim (ex-presidente)             | [ 36 ]               |
| 33 | Jayme Garfinkel                      | 1,9 bilhões     | 64    | Garfinkel (fundador)                         | [ 37 ]               |
| 34 | Rubens Menin Teixeira de Souza       | 1,9 bilhões     | 60    | MRV Engenharia (fundador)                    | [ 38 ]               |
| 35 | Rubens Ometto Silveira Mello         | 1,9 bilhões     | 73    | Cosan (fundador)                             | [ 39 ]               |
| 36 | Sasson Dayan                         | 1,7 bilhões     | 60    | Dayan Investimentos (fundador)               | [ 40 ]               |
| 37 | Carlos Sanchez                       | 1,7 bilhões     | 67    | Sanchez e Associados (fundador)              | [ 41 ]               |
| 38 | David Feffer                         | 1,6 bilhões     | 72    | Grupo Suzano (presidente)                    | [ 42 ]               |
| 39 | Jose Roberto Ermirio de Moraes       | 1,5 bilhões     | 67    | Grupo Votorantim (ex-presidente)             | [ 43 ]               |
| 40 | Jose Ermirio de Moraes Neto          | 1,5 bilhões     | 65    | Grupo Votorantim (ex-presidente)             | [ 44 ]               |
| 41 | Daniel Feffer                        | 1,5 bilhões     | 59    | Grupo Suzano (presidente)                    | [ 45 ]               |
| 42 | Jorge Feffer                         | 1,5 bilhões     | 60    | Grupo Suzano (presidente)                    | [ 46 ]               |
| 43 | Ruben Feffer                         | 1,5 bilhões     | 55    | Grupo Suzano (presidente)                    | [ 47 ]               |
| 44 | Neide Helena de Moraes               | 1,5 bilhões     | 76    | Grupo Votorantim (ex-presidente)             | [ 48 ]               |
| 45 | Artur Grynbaum                       | 1,4 bilhões     | 57    | Grupo B2W (fundador)                         | [ 49 ]               |
| 46 | Cristina Junqueira                   | 1,4 bilhões     | 42    | Nubank (cofundadora)                         | [ 50 ]               |
| 47 | Antonio Luiz Seabra                  | 1,4 bilhões     | 75    | Natura (fundador)                            | [ 51 ] [ 52 ] [ 53 ] |
| 48 | Ivan Müller Botelho                  | 1,3 bilhões     | 63    | Grupo Müller (fundador)                      | [ 54 ]               |
| 49 | Jose Isaac Peres                     | 1,3 bilhões     | 70    | Grupo Isaac Peres (fundador)                 | [ 55 ]               |
| 50 | Eduardo Voigt Schwartz               | 1,3 bilhões     | 64    | Voigt Partners (fundador)                    | [ 56 ]               |
| 51 | Mariana Voigt Schwartz Gomes         | 1,3 bilhões     | 62    | Voigt Partners (fundadora)                   | [ 57 ]               |
| 52 | João Alves de Queiroz Filho          | 1,2 bilhões     | 76    | Grupo Queiroz (fundador)                     | [ 58 ]               |
| 53 | Maria Consuelo Dias Branco           | 1,2 bilhões     | 68    | Grupo Dias Branco (fundadora)                | [ 59 ]               |
| 54 | Maria Frias                          | 1,2 bilhões     | 67    | Grupo Frias (fundadora)                      | [ 60 ]               |
| 55 | Lucia Maggi                          | 1,2 bilhões     | 92    | Maggi Alimentos (fundadora)                  | [ 61 ]               |

## As dez primeiras colocações por ano

### 2022
As listas foram publicadas pela Forbes.
| N° | Nome                    | Fortuna (em bilhões de US$) | Idade | Origem do dinheiro   |
| -- | ----------------------- | --------------------------- | ----- | -------------------- |
| 1  | Jorge Paulo Lemann      | 13,4                        | 83    | 3G Capital, AB InBev |
| 2  | Marcel Herrmann Telles  | 9,2                         | 72    | 3G Capital, AB InBev |
| 3  | Carlos Alberto Sicupira | 7,6                         | 74    | 3G Capital, AB InBev |
| 4  | Eduardo Saverin         | 7,6                         | 40    | Meta Platforms       |
| 5  | Família Safra           | 7,5                         |       | Grupo Safra          |
| 6  | Lúcia Maggi             | 6,6                         | 89    | Amaggi               |
| 7  | André Esteves           | 5,7                         | 54    | BTG Pactual          |
| 8  | Alexandre Behring       | 3,0                         | 55    | 3G Capital           |
| 9  | Jorge Moll Filho        | 4,7                         | 76    | Rede D'or São Luiz   |
| 10 | Luciano Hang            | 4,6                         | 60    | Havan                |

### 2021
As listas foram publicadas pela Forbes.
| N° | Nome                          | Fortuna (em bilhões de US$) | Idade | Origem do dinheiro   |
| -- | ----------------------------- | --------------------------- | ----- | -------------------- |
| 1  | Jorge Paulo Lemann            | 16,8                        | 82    | 3G Capital, AB InBev |
| 2  | Eduardo Saverin               | 14,6                        | 39    | Meta Platforms       |
| 3  | Marcel Herrmann Telles        | 11,5                        | 71    | 3G Capital, AB InBev |
| 4  | Jorge Moll Filho              | 11,3                        | 75    | Rede D'or São Luiz   |
| 5  | Carlos Alberto Sicupira       | 8,7                         | 73    | 3G Capital, AB InBev |
| 6  | Família Safra                 | 7,1                         |       | Grupo Safra          |
| 7  | Alexandre Behring             | 7,0                         | 54    | 3G Capital           |
| 8  | Dulce Pugliese de Godoy Bueno | 6,0                         | 74    | Amil, Dasa           |
| 9  | Alceu Elias Feldman           | 5,4                         | 70    | Fertipar             |
| 10 | Luiza Helena Trajano          | 5,3                         | 73    | Magazine Luiza       |

### 2020
As listas foram publicadas pela Forbes.
| N°  | Nome                              | Fortuna (em bilhões de US$) | Idade | Origem do dinheiro   |
| --- | --------------------------------- | --------------------------- | ----- | -------------------- |
| 01  | Joseph Safra                      | 19,9                        | 81    | Banco Safra          |
| 02  | Jorge Paulo Lemann e família      | 10,4                        | 80    | 3G Capital, AB InBev |
| 03  | Eduardo Saverin                   | 8,4                         | 38    | Facebook             |
| 04  | Marcel Herrmann Telles            | 6,5                         | 70    | 3G Capital, AB InBev |
| 05  | Carlos Alberto Sicupira e família | 4,8                         | 72    | 3G Capital, AB InBev |
| 06  | Alexandre Behring                 | 4,3                         | 53    | 3G Capital, AB InBev |
| 07  | Luciano Hang                      | 3,6                         | 57    | Havan                |
| 08  | Dulce Pugliese de Godoy Bueno     | 3,5                         | 72    | Amil, Dasa           |
| 09  | Miguel Krigsner                   | 3,4                         | 70    | O Boticário          |
| 010 | André Esteves                     | 2,9                         | 51    | BTG Pactual          |

### 2019
As listas foram publicadas pela Forbes.
| N°  | Nome                                | Fortuna (em bilhões de US$) | Idade | Origem do dinheiro   |
| --- | ----------------------------------- | --------------------------- | ----- | -------------------- |
| 01  | Joseph Safra                        | 25,2                        | 80    | Banco Safra          |
| 02  | Jorge Paulo Lemann e família        | 22,8                        | 79    | 3G Capital, AB InBev |
| 03  | Marcel Herrmann Telles              | 9,9                         | 69    | 3G Capital, AB InBev |
| 04  | Eduardo Saverin                     | 9,7                         | 37    | Facebook             |
| 05  | Carlos Alberto Sicupira e família   | 8,9                         | 70    | 3G Capital, AB InBev |
| 06  | Juca Abdalla                        | 3,2                         | 73    | Banco Clássico       |
| 07  | Abilio dos Santos Diniz             | 3,1                         | 82    | GPA                  |
| 07  | Pedro Moreira Salles                | 3,1                         | 59    | Itaú Unibanco        |
| 07  | Fernando Roberto Moreira Salles     | 3,1                         | 73    | Itaú Unibanco        |
| 07  | João Moreira Salles                 | 3,1                         | 57    | Itaú Unibanco        |
| 07  | Walter Moreira Salles Junior        | 3,1                         | 62    | Itaú Unibanco        |
| 08  | André Esteves                       | 3,0                         | 50    | BTG Pactual          |
| 09  | Alfredo Egydio Arruda Villela Filho | 2,6                         | 50    | Grupo Itaúsa         |
| 010 | Jayme Garfinkel                     | 2,5                         | 72    | Porto Seguro Seguros |

### 2018
As listas foram publicadas pela Forbes.
| N°  | Nome                            | Fortuna (em US$) | Idade | Origem do dinheiro                      |
| --- | ------------------------------- | ---------------- | ----- | --------------------------------------- |
| 01  | Jorge Paulo Lemann              | 27,4             | 78    | 3G Capital, AB InBev                    |
| 02  | Joseph Safra                    | 23,5             | 79    | Banco Safra                             |
| 03  | Marcel Herrmann Telles          | 14,0             | 68    | 3G Capital, AB InBev                    |
| 04  | Carlos Alberto Sicupira         | 12,0             | 70    | 3G Capital, AB InBev                    |
| 05  | Eduardo Saverin                 | 10,1             | 36    | Facebook                                |
| 06  | Pedro Moreira Salles            | 5,1              | 58    | Itaú Unibanco                           |
| 07  | Fernando Roberto Moreira Salles | 5,0              | 72    | Itaú Unibanco                           |
| 07  | João Moreira Salles             | 5,0              | 56    | Itaú Unibanco                           |
| 07  | Walter Moreira Salles Junior    | 5,0              | 62    | Itaú Unibanco                           |
| 08  | Abilio dos Santos Diniz         | 3,5              | 81    | GPA                                     |
| 09  | Walter Faria                    | 3,2              | 63    | Grupo Petrópolis                        |
| 010 | Luiz Frias                      | 3,0              | 55    | Grupo Folha, Universo Online, PagSeguro |

### 2017
As listas foram publicadas pela Forbes no dia 20 de março de 2017.
| N°  | Nome                                  | Fortuna (em US$) | Idade | Origem do dinheiro   |
| --- | ------------------------------------- | ---------------- | ----- | -------------------- |
| 01  | Jorge Paulo Lemann                    | 29,2             | 77    | 3G Capital, AB InBev |
| 02  | Joseph Safra                          | 20,5             | 78    | Banco Safra          |
| 03  | Marcel Herrmann Telles                | 14,8             | 67    | 3G Capital, AB InBev |
| 04  | Carlos Alberto Sicupira               | 12,5             | 69    | 3G Capital, AB InBev |
| 05  | Eduardo Saverin                       | 7,9              | 35    | Facebook             |
| 06  | Ermirio Pereira de Moraes             | 3,9              | 84    | Grupo Votorantim     |
| 06  | Maria Helena Moraes Scripilliti       | 3,9              | 86    | Grupo Votorantim     |
| 07  | Roberto Irineu Marinho                | 3,8              | 69    | Grupo Globo          |
| 07  | José Roberto Marinho                  | 3,8              | 61    | Grupo Globo          |
| 07  | João Roberto Marinho                  | 3,8              | 63    | Grupo Globo          |
| 08  | Abilio dos Santos Diniz               | 3,3              | 80    | GPA                  |
| 08  | Walter Faria                          | 3,3              | 60    | Grupo Petrópolis     |
| 09  | Pedro Moreira Salles                  | 3,2              | 57    | Itaú Unibanco        |
| 09  | Fernando Roberto Moreira Salles       | 3,2              | 69    | Itaú Unibanco        |
| 09  | João Moreira Salles                   | 3,2              | 55    | Itaú Unibanco        |
| 09  | Walter Moreira Salles Junior          | 3,2              | 60    | Itaú Unibanco        |
| 010 | Rossana Camargo de Arruda Botelho     | 3,1              | 67    | Grupo Camargo Corrêa |
| 010 | Renata de Camargo Nascimento          | 3,1              | 66    | Grupo Camargo Corrêa |
| 010 | Regina de Camargo Pires Oliveira Dias | 3,1              | 63    | Grupo Camargo Corrêa |

### 2016
As listas foram publicadas pela Forbes no dia 1 de março de 2016.
| N°  | Nome                            | Fortuna (em US$) | Idade | Origem do dinheiro   |
| --- | ------------------------------- | ---------------- | ----- | -------------------- |
| 01  | Jorge Paulo Lemann              | 27,9             | 76    | 3G Capital, AB InBev |
| 02  | Joseph Safra                    | 17,8             | 77    | Banco Safra          |
| 03  | Marcel Herrmann Telles          | 13,2             | 66    | 3G Capital, AB InBev |
| 04  | Carlos Alberto Sicupira         | 11,8             | 68    | 3G Capital, AB InBev |
| 05  | Eduardo Saverin                 | 7,1              | 34    | Facebook             |
| 06  | Roberto Irineu Marinho          | 5,4              | 68    | Grupo Globo          |
| 06  | José Roberto Marinho            | 5,4              | 60    | Grupo Globo          |
| 06  | João Roberto Marinho            | 5,4              | 62    | Grupo Globo          |
| 07  | Pedro Moreira Salles            | 3,9              | 56    | Itaú Unibanco        |
| 07  | Fernando Roberto Moreira Salles | 3,9              | 69    | Itaú Unibanco        |
| 07  | João Moreira Salles             | 3,9              | 54    | Itaú Unibanco        |
| 07  | Walter Moreira Salles Junior    | 3,9              | 59    | Itaú Unibanco        |
| 08  | Abilio dos Santos Diniz         | 3,6              | 79    | GPA                  |
| 09  | Jorge Neval Moll Filho          | 3,5              | 71    | Rede D'Or            |
| 010 | Walter Faria                    | 3,2              | 60    | Grupo Petrópolis     |

## Por grupos específicos

### Pastores evangélicos
Em 2013, a Forbes listou os pastores evangélicos mais ricos do Brasil. Na primeira posição, está o bispo Edir Macedo, que tem uma fortuna estimada em dois bilhões de reais, segundo a revista.
Imediatamente após a divulgação da lista, o pastor Silas Malafaia declarou que iria processar a revista. Sobre Anderson Antunes, autor da reportagem, disse: "Safado, sem vergonha, bandido e caluniador tem em tudo que é lugar (...), quando a Forbes faz uma declaração dessa, não é uma declaração qualquer. Eu vivo de que pessoas acreditem em mim. (...)O que a Forbes está falando é mentira. O correspondente que escreveu essa matéria vai perder o emprego. Vou processar a Forbes nos EUA, não vou processar aqui, aqui não tem graça. Vou fazer doer lá." Apesar de ter dito que processaria a revista nos Estados Unidos, a ação judicial por calúnia e difamação ocorreu na 5.ª Vara Cível da Barra da Tijuca (Rio de Janeiro). Após um acordo de retratação, a revista publicou em maio de 2019 uma nota de esclarecimento se desculpando com o pastor.
| Nº  | Pastor                    | Fortuna         | Igreja                                | Segmento           |
| --- | ------------------------- | --------------- | ------------------------------------- | ------------------ |
| 1.ª | Edir Macedo               | US$ 950 milhões | Igreja Universal do Reino de Deus     | Neopentecostalismo |
| 2.ª | Valdemiro Santiago        | US$ 220 milhões | Igreja Mundial do Poder de Deus       | Neopentecostalismo |
| 3.ª | Silas Malafaia            | US$ 150 milhões | Assembleia de Deus Vitória em Cristo  | Neopentecostalismo |
| 4.ª | R. R. Soares              | US$ 125 milhões | Igreja Internacional da Graça de Deus | Neopentecostalismo |
| 5.ª | Estevam e Sônia Hernandes | US$ 65 milhões  | Igreja Renascer                       | Neopentecostalismo |

### Políticos
Baseado em dados do TSE, a Forbes elaborou em 2014 uma lista com os políticos mais ricos do Brasil. Os cinco políticos citados na matéria apresentavam um patrimônio estimado de quase 3,2 bilhões de dólares.
| Nº  | Nome                   | Fortuna         | Fonte da fortuna  | Segmento               |
| --- | ---------------------- | --------------- | ----------------- | ---------------------- |
| 1.ª | Lírio Parisotto        | US$ 1,9 bilhões | Videolar          | Indústria petroquímica |
| 2.ª | Blairo Borges Maggi    | US$ 960 milhões | Grupo André Maggi | Agronegócio            |
| 3.ª | Marcelo Almeida        | US$ 200 milhões | Grupo CR Almeida  | Logística              |
| 4.ª | Otaviano Olavo Pivetta | US$ 100 milhões | Vanguarda Agro    | Agronegócio            |
| 5.ª | Paulo Maluf            | US$ 33 milhões  | Eucatex           | Indústria moveleira    |

### Empresários do setor financeiro
Em sua 89ª edição, em 2021, a Forbes listou os 10 maiores bilionários do setor financeiro no Brasil.
| Nº   | Nome                            | Fortuna         | Fonte da fortuna |
| ---- | ------------------------------- | --------------- | ---------------- |
| 1.ª  | André Santos Esteves            | R$ 39,5 bilhões | Banco Pactual    |
| 2.ª  | Vicky Sarfati Safra             | R$ 37 bilhões   | Banco Safra      |
| 3.ª  | Jacob Safra e irmãos            | R$ 35,5 bilhões | Banco Safra      |
| 4.ª  | Pedro Moreira Salles            | R$ 14 bilhões   | Unibanco/CBMM    |
| 5.ª  | Guilherme Benchimol             | R$ 13,6 bilhões | XP Investimentos |
| 6.ª  | Fernando Roberto Moreira Salles | R$ 13,5 bilhões | Unibanco/CBMM    |
| 7.ª  | João Moreira Salles             | R$ 13,5 bilhões | Unibanco/CBMM    |
| 8.ª  | Walter Moreira Salles Jr.       | R$ 13,5 bilhões | Unibanco/CBMM    |
| 9.ª  | André Street                    | R$ 11,5 bilhões | StoneCo          |
| 10.ª | Eduardo Cunha                   | R$ 11,5 bilhões | StoneCo          |